# La Foi des réprouvés
La Foi des réprouvés (titre original : Faith of the Fallen) est le sixième tome du cycle L'Épée de vérité écrit par Terry Goodkind. Il est sorti en 2001 en anglais et le 6 janvier 2007 en français.
Dans ce sixième opus, Richard Rahl et Kahlan Amnell se battent contre les traîtres à la paix du monde, mettant à l'épreuve leur endurance autant que leur amour. Richard, qui ne croit en aucune prophétie, est confronté, alors que son aimée Kahlan est proche de la mort, à une vision horrible : il doit partir avec Kahlan loin de son armée, en abandonnant son peuple à un destin tragique.

## Histoire
L'Ordre Impérial continue de semer le chaos et de répandre la guerre dans le Nouveau Monde. Sa mission reste la même : asservir tous les hommes et les astreindre à vivre dans la médiocrité.
Pendant ce temps, Richard, Kahlan et Cara se réfugient en Terre d’Ouest, la terre natale de Richard. À la suite d'une vision, celui-ci est convaincu qu’il ne peut vaincre les armées de l’Ordre par la force ; par conséquent, il refuse de prendre le risque de faire sombrer son peuple dans la mort et l’esclavage et décide de ne pas prendre part à cette guerre.
De plus Kahlan, grièvement blessée par des brutes à la fin du tome précédent, L’Âme du Feu, a besoin de repos. Elle a à peine le temps de se remettre que Nicci, une sœur de l’Obscurité, ex-esclave de Jagang dorénavant indépendante, fait son apparition. Elle oblige Richard à venir avec elle dans l'Ancien Monde grâce à un sort de maternité qui la relie à Kahlan, la Mère Inquisitrice. Si Nicci le souhaite, elle peut tuer Kahlan d’une simple pensée. Richard n'ayant pas le choix, car il préfère vivre en esclavage que de savoir sa femme morte, il accepte de suivre la sœur de l'obscurité !
À la suite du départ de Richard, Kahlan décide de rejoindre les troupes d’haranes avec Cara afin de les mener au combat face à l’Ordre Impérial, et ce malgré les visions de son époux.
Résumé
L’intrigue de La Foi des réprouvés reprend là où elle s’était arrêtée dans le tome précédent, L'Âme du feu.
Richard emmène Cara et Kahlan, gravement blessée, se réfugier dans les hautes montagnes de son pays natal, Terre d’Ouest. À la fin de l’Âme du feu, Richard réalise qu’il ne peut gagner contre l’Empereur Jagang tant que le peuple lui-même ne décide de lui apporter son soutien dans sa lutte pour la liberté. Richard s'isole alors un moment dans la forêt où il a passé son enfance pour méditer et laisser du temps à Kahlan pour qu'elle guérisse. De plus il refuse de donner des ordres à l’armée d’harane. D’après lui, le combat contre l’Ordre Impérial est une cause perdue et davantage de résistance ne pourrait aboutir qu’à davantage de morts et de vies perdues inutilement.
Une fois que Kahlan se soit suffisamment reposée, le trio fait la rencontre de Nicci, une Sœur de l’Obscurité très puissante, ancienne enseignante de Richard dans La Pierre des larmes. C’est quelqu’un de convaincu, qui met son savoir et sa perspicacité au service de l’Ordre, soutient celui qui marche dans les rêves et croît en ses desseins : que tout le monde vive dans l’égalité, sans que quiconque n’ait plus qu’un autre.
Nicci lance un sort de maternité, rare et très complexe, qui la lie à Kahlan dont elle peut anéantir la vie d’une simple pensée, n’importe quand. Tout ce qui arrive à Nicci arrive désormais à Kahlan. Face à cette situation désespérée, Richard choisit la vie de son épouse à la sienne et est contraint de suivre Nicci dans l’Ancien Monde. Il délaisse ainsi Kahlan et Cara, à qui il confie l’Épée de Vérité et les rênes de l’armée d’harane. Nicci a atteint son but : capturer Richard.
En dépit des recommandations de son mari, Kahlan quitte les Hauts Plateaux de Ven avec Cara pour trouver de l’aide auprès de Zedd et de Sœur Verna. En apprenant le sort de ses troupes dans les combats contre l'Ordre, Kahlan prend le commandement des armées combinées de D'Hara et des Contrées du Milieu, dans une tentative désespérée pour stopper l'avancée de l'Ordre dans le Nouveau Monde.
Alors que la bataille fait rage, Richard, loin de ses amis, est contraint de travailler dans la capitale de l'Ancien Monde : Altur'Rang. Après divers métiers (sur de courtes durées), il devient sculpteur sur le chantier du nouveau palais de Jagang. Là-bas, il fera aussi la rencontre de nombreuses personnes plus pauvres les unes que les autres, et Nicci lui enseignera de façon très stricte les modes de vie du peuple qu’il côtoie, afin de mieux le comprendre. C’est à travers cette empathie qu’elle espère lui faire oublier ce qu’il est pour se ranger du côté de l’Ordre.
Cependant, c’est l’effet inverse qui se produit… En effet, Nicci commence à comprendre que l’Ordre Impérial n'est autre que domination et esclavage. Elle remarque  que Richard réussit à agir librement, de son plein gré et à aider les autres. Il lui apprend qu’on peut être fier de son travail et même en trouver satisfaction ! Cette nouvelle conception se répand rapidement dans la population et c’est une véritable prise de conscience qui se réalise. Les gens commencent à avoir un but dans leur vie car ils se rendent compte que c’est uniquement eux qui peuvent s’offrir une vie meilleure. Rapidement les gens autour de Richard changent leur vision des choses et leurs perspectives, qu’ils tournent vers un avenir meilleur. 
Remarqué pour ses talents de sculpteur, Richard reçoit l’ordre d’ériger une gigantesque statue pour le nouveau palais. C’est Frère Narev, un guide spirituel très important de l’Ordre, qui lui impose ce qu’il doit sculpter dans les termes suivants : 

« Oui, ils verront le superbe chef-d’œuvre érigé à la gloire du Créateur, dont la Lumière se reflètera sur le cadran solaire. Cette même Lumière éclairera les statues méprisables qui incarnent l'humanité, créant ainsi un monument à la médiocrité de l'être humain, cette créature malfaisante condamnée à une existence misérable semée d'humiliations et de déroutes. Ainsi sera révélé à tous et pour l'éternité la haïssable réalité de l'âme et de la chair des hommes. »

— Terry Goodkind, La Foi des réprouvés.
Quand Richard comprend ce qu’il doit faire, une lumière de dégout pétille dans ses yeux… Cette lumière le suit dans son sommeil et il se réveille le lendemain avec une nouvelle idée : il va sculpter une statue, mais selon ses propres choix et en suivant ses désirs. Il travaille sans relâche, jour et nuit, à créer sa propre représentation de la vie et grave au plus profond du marbre blanc la quintessence même de l’humanité qu’il lie à la liberté. Cette allégorie de la noblesse humaine prend forme au travers d’un homme, et d’une femme, d’une grande beauté, exprimant tous les deux le désir de vivre et d’accéder au bonheur. Elle prend pour titre : La Vie.
Son chef-d’œuvre est dévoilé à son insu, par Nicci, le soir même de son installation sur la place (elle était en effet depuis le début cachée par une pièce de lin). Face à ce véritable hymne à la vie, la population se prosterne devant ces deux personnages vibrant de perfection, si fiers de vivre, inspirant émerveillement, bonheur et liberté. De bouche à oreilles, le choc attire les foules en nombre record car chacun souhaite entrevoir la véritable beauté de l’humanité !
Lorsque Frère Narev arrive enfin à voir la statue, il ordonne à Richard de la détruire. Mais il en est autrement car le Sourcier prend son marteau et lève son poing face à la foule. Lors d’un discours vibrant où il explique que l’Ordre tient seulement à détruire la beauté, veut asservir l’humanité en vertu de la doctrine d’une foi qui ne rentre pas dans les vraies valeurs de la vie, il frappe le socle de la statue qui se brise en provoquant une explosion. La foule est en état de choc, outragée de voir un tas de gravats là ou se dressait le plus bel objet qu’elle ait jamais vu. Immédiatement les gens se révoltent, refusent de vivre sous le joug de l’Ordre et proclament leur liberté. Ils s’attaquent à celui-ci et Altur’Rang tombe aux mains des nouveaux rebelles.
Après un an de batailles sanglantes, les quelques centaines de milliers d'hommes qui composent les troupes de l'empire d'Haran sont contraintes de reculer jusqu'en Aydindril. À la suite de l'assassinat de Warren puis à l'arrestation de son meurtrier, Kalhan découvre que celui-ci connait Richard et elle lui extrait des informations à son sujet. Acceptant alors le triste sort de son armée, que Richard lui avait prédit un an plus tôt, elle part à sa recherche avec Cara grâce au plan fournit par l'assassin de Warren et voyagent pendant plus d'un mois jusqu'aux confins de l'Ancien Monde. Elles arrivent à Altur'Rang le jour même de l'exposition de "La Vie" mais ont à peine le temps de la contempler que Richard l'a fait exploser. Prise dans les mouvements de foule de la rébellion, Kahlan finit par affronter son mari sans le savoir, car il porte la soutane d'un frère de l'Ordre. Richard la désarme, mais elle s'empare de l'Épée de Vérité (qu'il lui avait fait jurer de ne dégainer que si sa vie en dépendait) et le transperce au niveau du ventre. C'est alors qu'elle se rend compte de son erreur...
Nicci quant à elle s'est agenouillée face à « La Vie » et a pleuré de joie. Elle a enfin trouvé la réponse qu'elle attendait et peut maintenant donner un sens à sa vie : vivre pour elle-même ! Elle se rend compte du mal qu'elle a fait en privant Richard de Kalhan et le recherche maintenant pour lui annoncer qu'elle veut réparer ses fautes. Cependant elle découvre Richard agonisant et sans même réfléchir brûle la magie qui la lie à Kalhan pour concentrer ses pouvoirs afin de guérir le seigneur Rahl. Altur'Rang est libre, pour un moment, au sein même de l'Ordre Impérial, et les gens ont retrouvé la volonté de vivre pour eux-mêmes et non pour un système !

## Thèmes abordés
De tous les livres de L’Epée de Vérité, c’est La Foi des réprouvés qui possède les liens les plus étroits avec l’intrigue du roman de Ayn Rand intitulé La Source vive (« The Fountainhead »). En effet les deux livres renferment une histoire similaire où une statue à figure humaine, prenant une pose des plus exaltantes, est dévoilée dans un temple et provoque l’agitation du public. La conversion de Nicci lorsqu’elle contemple le travail de Richard est étonnamment proche de la conversion de Dominique Fraçon face au chef-d’œuvre d’Howard Roark’s. Antagonistes importants dans les deux livres, Frère Narev et Ellsworth Toohey prônent tous les deux l’égalité stricte entre tous les hommes et s’opposent ainsi aux protagonistes qui eux, se battent pour un individualisme implacable. Ainsi les deux livres tendent à être considérés comme l’allégorie de la lutte entre l’individualisme et le collectivisme, présentée comme une bataille perpétuelle du bien contre le mal. La philosophie de Goodkind, comme celle de Rand, place la création individuelle et la réussite comme plus haut but moral de la vie.

## Personnages
- Richard Rahl
- Kahlan Amnell
- Cara
- Sœur Nicci
- Kamil
- Zedd
- Warren
- Verna
- Dame Abesse Annalina
- Adie
- Jagang
- Frère Narev
- Ishaq
- Victor Cascella
- Nabi
- Kadaar Kardef
- Darken Rahl ou Petit Père Rahl

## La Sixième Leçon du Sorcier
C'est Zedd qui indique à Kahlan la Sixième Leçon du Sorcier : 
"Le seul souverain dont on doit accepter le joug est la raison."
Elle est clairement explicitée comme suit :

« [...] sans doute la plus importante de toutes [...], c'est le moyeu autour duquel tournent toutes les autres Leçons! La plus importante, et aussi la plus simple. Pourtant, c'est celle qu'on viole et qu'on néglige le plus. [...] La misère, l'injustice et la dévastation guettent tous ceux qui s'éloignent du cercle de lumière que la raison projette autour d'elle. »

— Terry Goodkind, La Foi des réprouvés.
De plus, le Sorcier ajoute que la "foi aveugle et (les) sentiments" mènent à la perdition, qu'ils rendent possible toutes les horreurs et justifient la dépravation. Enfin, il conclut sur les ombres qui entourent la raison et explique que c'est en regardant "à travers le prisme de la raison" qu'on peut trouver la vérité et contempler le "miracle de la vie".
"Rejeter la raison, c'est opter pour la mort."